# ストロー (色)
ストロー (straw) は、色のひとつで藁のような薄いくすんだ黄色である。

## 概要
日本で「藁」といえばイネを乾かしたものすなわち稲藁であるが、イギリスで「藁」といえばムギを乾かしたものすなわち麦藁である。とはいえ稲藁の色も麦藁の色もそれほど違いはなく、ともに薄いくすんだ黄色である。従って日本語の色名である藁色（わらいろ）や麦藁色（むぎわらいろ）もストローと同じ色を指す。
イギリスでは藁は日常生活の中に身近にある加工材料だったため英語で“straw”という色名が登場したのも1589年と古い。ストローイエロー (straw yellow) と呼ばれることもある。

## 近似色
- 黄色
- 淡黄色
- 浅黄色
- 檸檬色
- クリーム色
- ジャスミン